# Brugg
Ne doit pas être confondu avec Brügg.
Brugg est une commune suisse du canton d'Argovie et le chef-lieu du district de Brugg. Cette petite ville d'environ 12 000 habitants se trouve au cœur de la région du Wasserschloss (de), où se rejoignent l'Aar, la Reuss et la Limmat. Brugg, à vol d'oiseau, est située à seize kilomètres d'Aarau, à vingt-sept kilomètres de Zurich et à quarante-cinq kilomètres de Bâle.
En suisse allemand, le nom de la ville signifie « pont », ce qui renvoie directement à sa vocation historique : Brugg fut en effet fondé par les Habsbourg à l'endroit où l'Aar est la plus étroite afin de se ménager le chemin à travers un massif rocheux faisant partie des montagnes du Jura. C'est dans le village d'Altenburg bei Brugg, désormais intégré à la commune, que se trouve la plus ancienne résidence attestée de la famille Habsbourg. Jusqu'au déplacement du centre de pouvoir vers l'Autriche, Brugg a d'ailleurs constitué le cœur de l'influence habsbourgeoise. De 1415 à 1798, la ville fut assujettie à Berne et appartient depuis lors au canton d'Argovie. Brugg est aujourd'hui le siège de l'Union suisse des paysans. La cité abrite en outre une haute école spécialisée, la HES NordWest Schweiz, ainsi qu'une caserne des troupes du génie de l'Armée suisse.

## Géographie
Brugg mesure 8,26 km2.

### Généralités

Vue aérienne (1958).

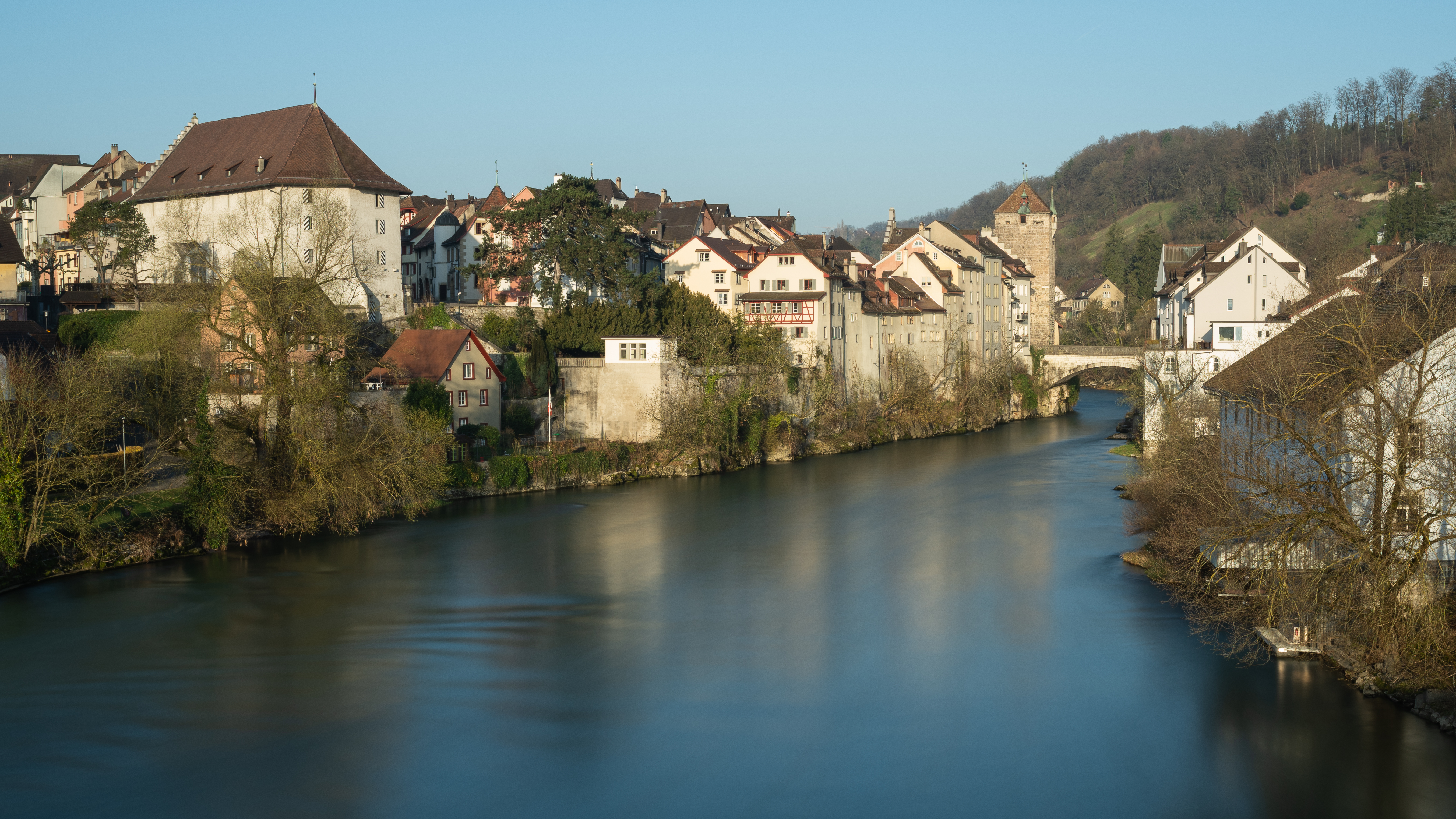
La vieille ville de Brugg, au bord de l'Aar.

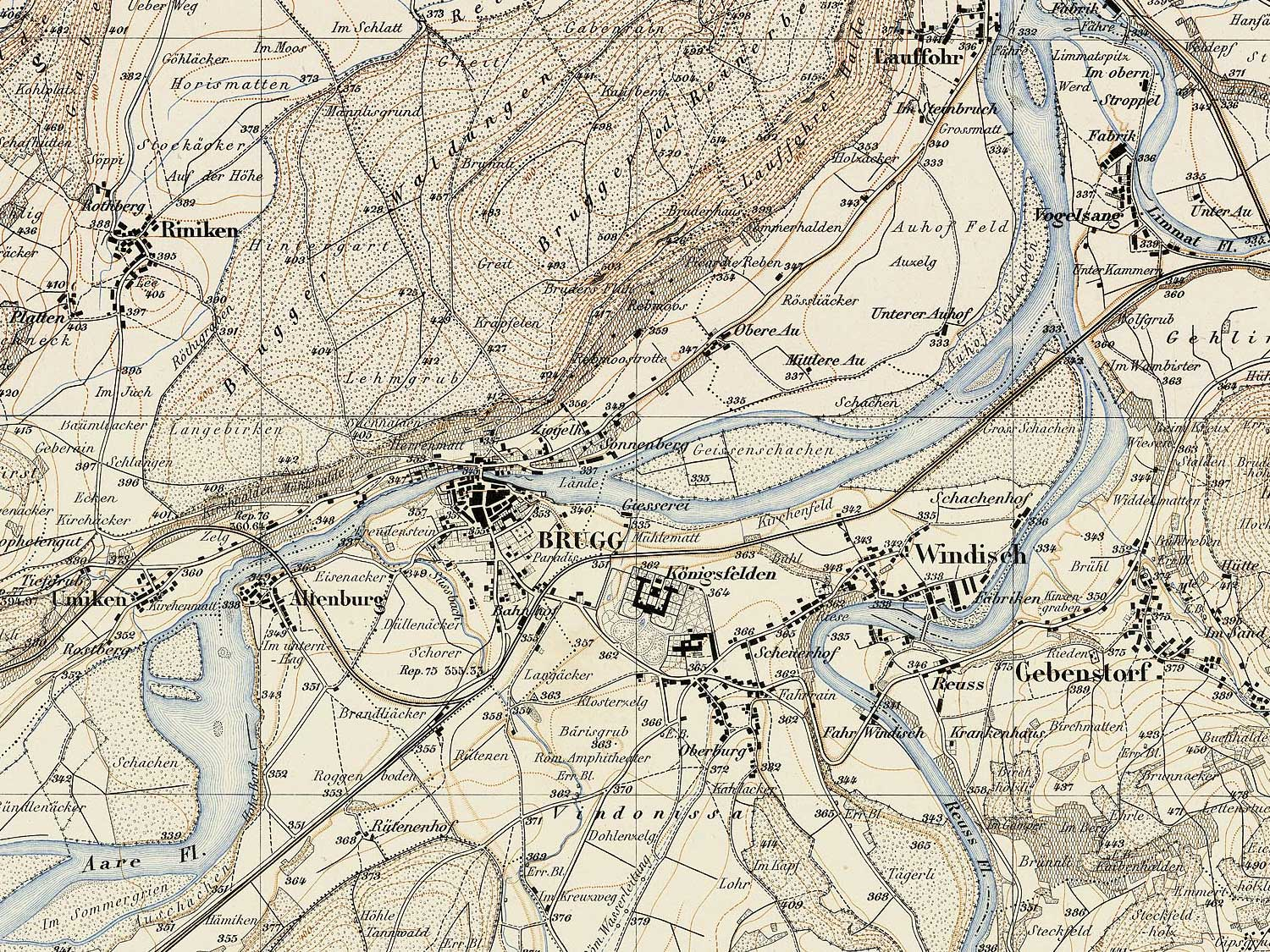
Brugg et ses environs dans l'atlas Siegfried (1880).

Le domaine communal s'étend du sud-ouest au nord-est sur une longueur de plus de sept kilomètres, mais sa largeur maximale ne dépasse guère le kilomètre. L'Aar marque la séparation entre deux paysages profondément différents : le Plateau suisse s'étend au sud, tandis que les premiers contreforts du massif du Jura dominent le nord.
Tout à fait au sud-ouest s'étend une zone inondable appelée le « Wildischachen », et située entre l'Aar et le pied du mont Wülpelberg. Au bout de deux kilomètres environ, les deux bras du fleuve, séparés par la construction d'une centrale électrique et la naissance d'une île artificielle (la « Schacheninsel »), se rejoignent au niveau d'Altenburg bei Brugg. Le fleuve, après avoir décrit une courbe marquée du nord vers l'est, suit un ravin sur une longueur de deux cents mètres. L'Aar, qui pouvait atteindre 130 mètres de large plus en amont, se rétrécit alors jusqu'à seulement une douzaine de mètres : c'est là que fut érigée la vieille ville de Brugg. Au sud, la plaine est presque entièrement recouverte de zones industrielles ou résidentielles.
À l'est de la vieille ville, l'Aar s'élargit de nouveau et coule le long de la plaine de l'« Aufeld ». Près de la rive sud se trouve l'île « Geissenschachen », séparée du rivage par un mince bras du fleuve. Les habitations de la plaine d'Aufeld se concentrent sur une étroite bande de terre, le long du flanc sud-ouest très boisé du mont Brugger (516 m). Aux limites orientales de la commune s'étend le Wasserschloss : trois des plus importants cours d'eau du pays y coulent ensemble. C'est tout d'abord la Reuss qui se jette dans l'Aar, puis c'est au tour de la Limmat à un kilomètre et demi plus au nord. Au nord-est, le village de Lauffohr, faisant partie de la ville de Brugg, s'étend sur la petite plaine située entre le mont Reinerberg (522 m) et la jonction de la Limmat avec l’Aar.
La superficie de la commune est égale à 558 hectares, dont 167 hectares boisés et 270 hectares construits. Son point le plus élevé est le sommet du mont Brugger, avec ses 516 mètres, tandis que l'altitude la plus basse, à la jonction avec la Limmat, est de 328 mètres.
Parmi les communes voisines, on compte notamment Rüfenach et Villigen au nord, Untersiggenthal et Gebenstorf au nord-est, Windisch à l'est, Hausen au sud, Habsburg et Schinznach-Bad au sud-ouest et Villnachern à l'ouest ainsi que Riniken au nord-ouest.

### Extension du domaine communal

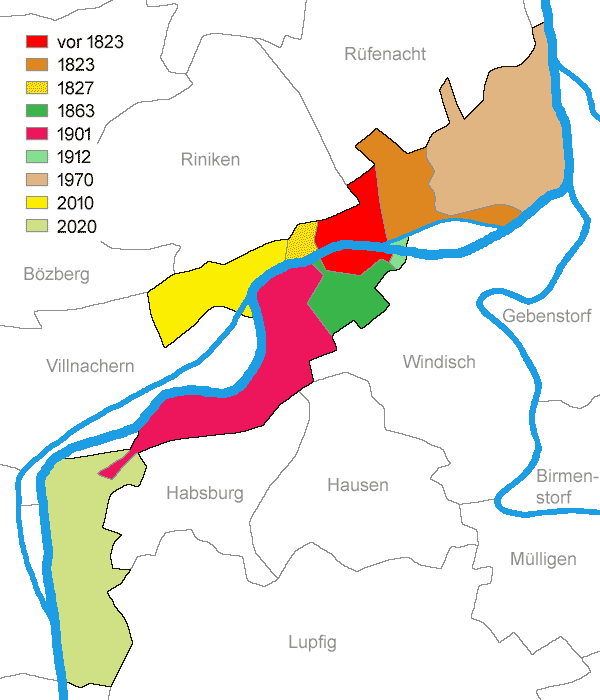
Expansion territoriale de la commune.

Jusqu'au début du XIXe siècle, le territoire de la commune n'atteignait guère plus du dixième de sa superficie actuelle. En 1823, Brugg acheta à la commune voisine de Lauffohr environ un quart du domaine de cette dernière, puis fit l'acquisition d'autres parcelles auprès d'Umiken en 1827. Windisch vendit à Brugg en 1863 la zone où se situe la gare commune aux deux municipalités, puis céda en 1912 le quartier de l'usine à gaz et la pointe occidentale de l'île Geissenschachen. En 1901, le village d'Altenburg bei Brugg fusionna avec la ville principale, et le reste de Lauffohr connut le même sort en 1970 ainsi que Umiken en 2010. D'autres fusions avec Schinznach-Bad et probablement avec Windisch sont envisagées.

## Démographie
Brugg compte 12 943 habitants au 31 décembre 2022. Sa densité de population atteint 1 567 hab./km2.

## Histoire

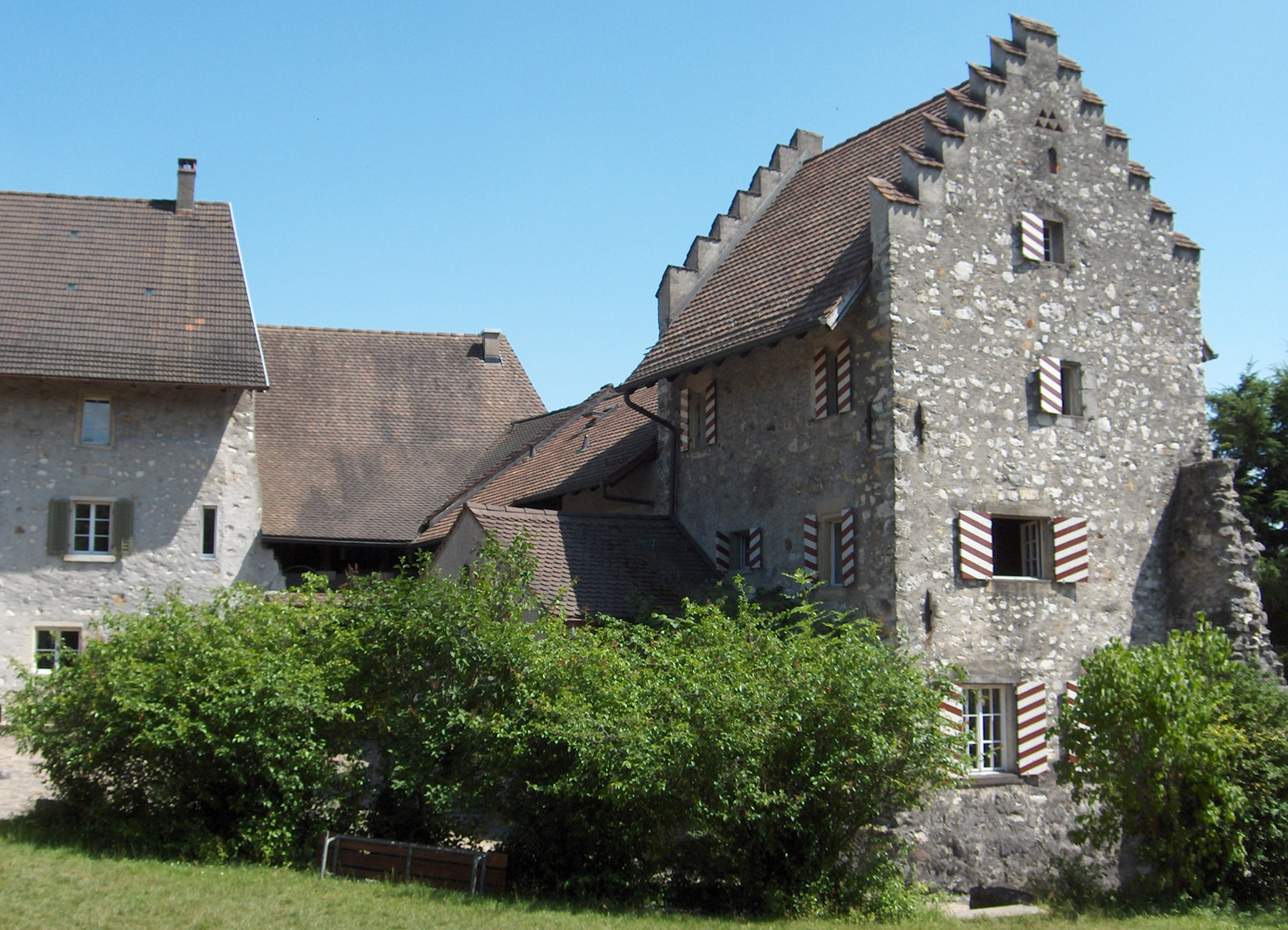
Le manoir d'Altenburg, première résidence attestée des Habsbourg.

Les objets découverts remontant à la préhistoire sont assez rares : deux lames, les fragments d'une hache de l'âge de la pierre et une faucille de l'âge du bronze en constituent l'essentiel. En l'an 58 av. J.-C. (ou peu après), les Helvètes, revenus du plateau suisse après la bataille de Bibracte, fondèrent la cité de Vindonissa sur la colline entre l'Aar et la Reuss, aujourd'hui le territoire de la commune voisine de Windisch.
En l'an 15 av. J.-C., les Romains firent de Vindonissa un avant-poste militaire, lequel s'agrandit jusqu'à devenir un camp romain en 14. C'est de cette époque que date le premier pont en bois au-dessus de l'Aar, qui faisait partie de la voie romaine menant à Augusta Raurica (aujourd'hui Augst). Il s'agissait en effet du seul endroit situé entre le lac de Thoune et la jonction avec le Rhin où l'Aar pouvait être franchie par un pont n'excédant pas la longueur d'un tronc d'arbre. Deux grands cimetières s'étendent sur le site de Brugg : jusqu'à présent, plus de 350 tombes romaines du Ier siècle de notre ère ont été découvertes, et les archéologues estiment que le nombre total de sépultures avoisine 7 000.
En raison des incursions toujours plus fréquentes des Alamans (notamment de 259 à 270), Vindonissa, après près de 170 ans de régime civil, retrouva sa vocation de camp militaire. Dans le quartier actuel d'Altenburg bei Brugg, un castellum fut érigé vers l'an 370 afin de compléter le limes qui s'étendait le long du Danube, de l'Iller et du Rhin. Entre 401 et 406, les Romains finirent par évacuer définitivement la région. Les premières traces identifiables du peuplement alaman remontent au VIIe siècle.
À la fin du Xe siècle, une famille de lignée noble et très certainement originaire d'Alsace, les Habsbourg, s'installa à Altenburg. Le comte Lanzelin de Habsbourg fit du castellum un manoir, puis vers 1020 son fils Radbot édifia le château de Habsbourg à trois kilomètres au sud-ouest du mont Wülpel. Quelques siècles plus tard, la commune locale prendrait le même nom. Altenburg constitue donc la première résidence identifiable de la famille des Habsbourg. À travers l'acquisition de la région située entre l'Aar et la Reuss, les Habsbourg posaient la première pierre de leur empire mondial.
En 1415, les Confédérés suisses envahirent les terres des Habsbourg, Berne devint maîtresse de la ville de Brugg, qui est un sujet bernois pendant l’Ancien Régime. Dès 1798 la ville est une commune argovienne.

## Économie
- Siège de l'Union suisse des paysans Site de l’association
- Brugg Kabel AG, fabrique de câbles Site de l’entreprise
- Usine de préfabriqué du groupe français Vicat.

## Culture et patrimoine

### Héraldique
| Blason | Blasonnement : D'argent au pont de sable, une tour à chaque extrémité. |

### Monuments et curiosités
- Tour noire (Schwarzer Turm), conservée de l'ancien système défensif (XIIe siècle).
- Église municipale réformée, fondée vers 1220 et transformée à partir de 1734.
- Église catholique Saint-Nicolas
- Ancienne école latine.
- Ancien hôtel de ville, bâtiment à pignon de style gothique tardif édifié au sud et à l'ouest de la Tour noire.
- Manoir d'Altenburg, dans un coude de l'Aar, à l'ouest de la ville ; tour gothique tardive avec pignon à redans (transformée en auberge de jeunesse).
- Musée Vindonissa, exposition d'objets provenant des fouilles du camp militaire romain. Site du Legionärspfad Vindonissa.

### Personnalités liées à la commune
- Friedrich Theodor Fröhlich, compositeur[5]
- Abraham Emanuel Fröhlich, poète
- Samuel Heinrich Fröhlich, théologien[6]
- Ernst Laur, agronome et fondateur de l'Union suisse des paysans
- Bruno Rey, designer industriel

## Transports
- Lignes ferroviaires CFF Zurich – Bâle et Bâle – Saint-Gothard.
- Lignes de bus pour Windisch, Bad Zurzach, Birr, Laufenburg, Frick.
- Autoroute A3, Augst – Sargans, sortie 19.
- Route du col du Bözberg.